# HD 69830
HD 69830은 고물자리에 위치한 K V형 항성 가운데 하나이다. 지구에서부터 약 41 광년(12.6 파섹) 떨어져 있다. 겉보기 등급은 6 등성이다.

## 개요
질량은 태양의 약 0.86배이고 크기는 태양의 약 0.9배이기 때문에 태양보다 약간 가볍고 작다. 그리고 절대 등급이 +5.45 등성이기 때문에 태양보다 약간 어두운 항성이다.(태양의 절대 등급은 +4.83이다.)
행성이 3개 있다. 2006년 5월 18일, 칠레에 있는 유럽 남방 천문대가 발견하였다.
| 동반천체 (가까운 순서) | 질량 (MJ) | 공전 주기 (일) | 공전 궤도 반지름 (AU) | 이심률      |
| ---------------------- | --------- | -------------- | --------------------- | ----------- |
| b                      | >0.033    | 8.667 ± 0.003  | 0.0785                | 0.1 ± 0.04  |
| c                      | >0.038    | 31.56 ± 0.04   | 0.186                 | 0.13 ± 0.06 |
| d                      | >0.058    | 197 ± 3        | 0.63                  | 0.07 ± 0.07 |

## 소행성대

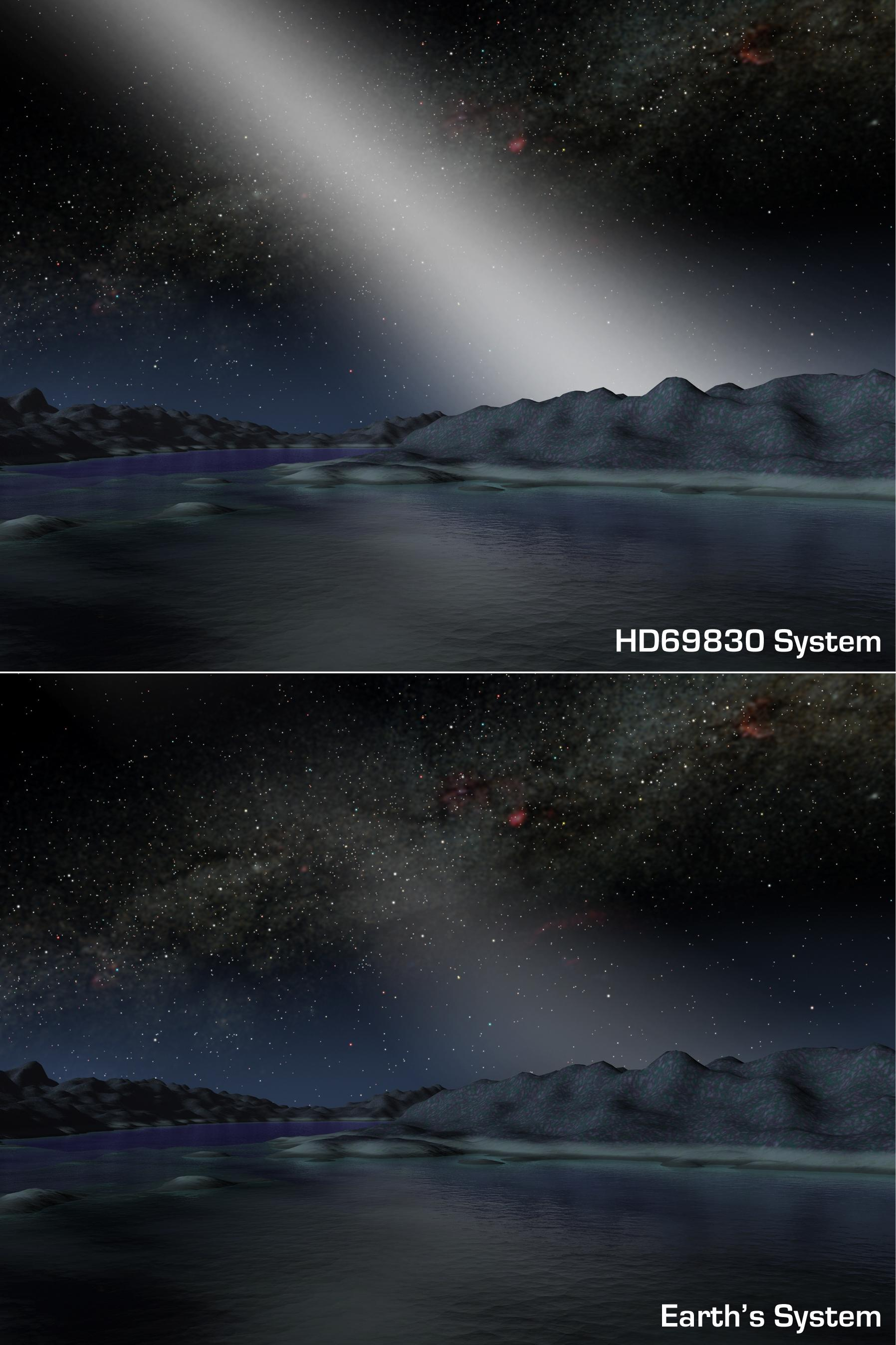
지구의 밤하늘과 HD 69830의 한 천체에서 바라본 하늘을 비교한 것.

2005년 스피처 우주 망원경이 HD 69830 항성계에 지구의 소행성대의 20배 질량에 해당하는 먼지 원반이 존재함을 알아냈다. 어머니 항성으로부터의 거리는 대략 태양과 금성~지구 중간 거리 정도 되는 것으로 예측했었다. 이 항성계의 소행성대는 밀도가 크기 때문에, 69830 주위를 도는 가상 천체 밤하늘의 황도광은 지구의 그것보다 1천배는 더 밝을 것이며, 은하수의 밝기를 압도할 것이다.
먼지 원반의 스펙트럼을 자세히 분석한 결과, 결합 과정이 상당량 진행된 상태인 것으로 밝혀졌으며, 대략 태양계의 P형 소행성 또는 D형 소행성(반경 30킬로미터 수준)과 비슷한 상태인 것으로 추측된다. 구성 성분은 작은 얼음 덩어리일 것이며 휘발성 물질이기 때문에 항성 가까운 곳에 형성되어 있지는 않을 것이다. 소행성대는 대략 항성에서 1 천문단위 거리에 몰려 있을 것으로 보이며, 이 궤도에 있는 천체는 HD 69830 d와 2:1 또는 5:2의 궤도공명비를 보인다.

## 같이 보기
- HD 40307